# イワガニ上科
イワガニ上科（イワガニじょうか）、学名 Grapsoidea は、カニの分類群の一つ。イワガニ、イソガニ、モクズガニ、アカテガニ、アシハラガニ、オカガニ等、海岸や水辺に生息するカニを多く含むグループである。

## 形態
甲幅は数cmから十数cmほどで、種類によって差があるが、カニ全体で見ると中型のグループである。長方形の甲羅としっかりした鋏脚、歩脚をもち、他の科と比べても体を覆う外骨格（殻）が頑丈に発達している。また動きが素早いものが多い。
ベンケイガニ科やオカガニ科等の成体は水辺からだいぶ離れても生きていけるが、幼生は海でないと成長できないため、抱卵した母親は孵化寸前になると海辺へ移動し、海中で卵を孵化させる。卵から生まれる子はゾエア幼生の形態で、他のカニと同じくプランクトン生活を送り、メガロパ幼生を経て稚ガニとなる。
成体となっても鰓呼吸をするので、水辺から離れても適度な湿り気は必要である。オカガニ科の成体は鰓と別に空気から直接酸素を取り入れることができ、陸上生活により適応している。

## 生態
川、海岸、干潟、浅い海など、人間にとって身近な水辺に多くの種類が生息しており、漁獲・流通したものを除けば目に触れる機会が最も多い。モクズガニ、チュウゴクモクズガニ、ショウジンガニ、オカガニ等の大型種は食用に漁獲され、小型のカニは釣り餌にも使われる。
食性は殆どが雑食性で、生息環境にいる植物、海藻、フナムシ、昆虫類、小魚、生物遺骸等なんでも食べる。動きが素早いため、生息域に生物遺骸が発生するとすぐに食べに集まってくる。人間の出した生ゴミも食べる。一方、天敵は哺乳類、鳥類、魚類、頭足類等である。食物連鎖においては低次の消費者、または腐肉食者として重要である。

## 分類
伝統的分類では「イワガニ科 Grapsidae」「オカガニ科 Gecarcinidae」の2科で、イワガニ科の中に「イワガニ亜科 Grapsinae」「ベンケイガニ亜科 Sesarminae」「モクズガニ亜科 Varurinae」「ショウジンガニ亜科 Plagusinae」が設定されていた。
しかし21世紀初頭にカニの分類が大幅に見直される中で、イワガニ科の各亜科は科に昇格、モクズガニ科とショウジンガニ科にさらに亜科を設定する等の改変が加えられた。ここではDe Grave et al. (2009)の分類に従った。
- オカガニ科 Gecarcinidae MacLeay, 1838 - 現生種19、化石の記録もある現生種1、化石種1。Gecarcoidea natalisなど。
- 科 Glyptograpsidae Schubart, Cuesta et Felder, 2002 - 現生は2属3種のみ
  - 属 Glyptograpsus Smith, 1870 - 2種
  - 属 Platychirograpsus De Man, 1896 - 1種
- イワガニ科 Grapsidae MacLeay, 1838 - 現生種41、化石種5
- ショウジンガニ科 Plagusiidae Dana, 1851 - 現生種24
- ベンケイガニ科 Sesarmidae Dana, 1851 - 現生種252、化石の記録もある現生種1、化石種2
- モクズガニ科 Varunidae H. Milne Edwards, 1853 - 現生種146、化石の記録もある現生種5、化石種16
- 科 Xenograpsidae N. K. Ng, Davie, Schubart et Ng, 2007 - 現生は1属3種のみ
  - ホウキガニ属 Xenograpsus Takeda et Kurata, 1977 - ニシノシマホウキガニを含む
- 科不明 - 化石種4
  - 属 Daragrapsus Müller et Collins, 1991 - 1種
  - 属 Daranyia Lőrenthey, 1901 - 2種
  - 属 Pseudodaranyia Tessier, Beschin, Busulini et De Angeli, 1999 - 1種